# Centerville (Teksas)
Centerville je grad u američkoj saveznoj državi Teksas. Prema popisu stanovništva iz 2010. u njemu je živjelo 892 stanovnika.